# Mosab Hassan Yousef
Mosab Hassan Yousef (Ramallah, Cisjordânia, 1978) é um palestino, filho mais velho de  Hassan Yousef, um dos sete membros fundadores do Hamas. Mosab foi um informante do Shin Bet, o serviço secreto de Israel, de 1997 a 2007, especialmente no período da Segunda Intifada  (2000-2005).

## Biografia
Após ser preso em Israel em 1996, Mosab foi recrutado pelo serviço secreto Israelense através do agente Gonen ben Yitzahk. Inicialmente sua intenção era a de simular um alinhamento com Israel, para mais tarde se valer disso em atos de vingança contra seus recrutadores. Porém, durante sua permanência por dezesseis meses em uma prisão israelense, sua percepção dos fatos passou a mudar ao ver os atos do Hamas contra seu próprios conterrâneos também presos. Mosab começou a questionar os métodos do Hamas e decidiu se tornar um colaborador dos serviços de inteligência de Israel. 
As informações fornecidas por ele colaboraram para evitar dezenas de ataques suicidas, assassinatos de israelenses e expôs numerosos grupos terroristas. Segundo o Shin Bet, Mosab Yousef foi considerado a mais confiável fonte infiltrada na liderança do Hamas, recebendo a alcunha de “príncipe verde”, em uma referência à cor usada pelo grupo. Após passar 10 anos colaborando com o Shin Bet, em 2007 Mosab tornou-se cristão, mudando-se para os Estados Unidos.
Em uma declaração, Mosab comenta:
“Você pode dizer que fui influenciado pela consciência de Cristo. Alguém que foi crucificado pela sua própria verdade. E isso realmente me inspirou porque tive que crucificar meu ego. Tive que crucificar minhas identidades nacionais e culturais”
Em março de 2010, ele publicou sua autobiografia, Filho do Hamas: Um relato Impressionante Sobre Terrorismo, Traição, Intrigas Políticas e Escolhas Impensáveis. Sua história também rendeu um documentário lançado em 2014 com o nome “The Green Prince” (O Príncipe Verde).
As revelações apresentadas por Yousef e sua conversão ao cristianismo o tornaram uma personalidade ameaçada de morte, e Yousef pediu asilo político aos EUA. Inicialmente, seu primeiro pedido, em fevereiro de 2009, foi negado pelo Departamento de Segurança Interna dos Estados Unidos, sob alegação de que Yousef havia se envolvido em terrorismo e era uma ameaça ao país. Em junho de 2010, porém, seu pedido foi finalmente atendido.